# 冯氏石韦
冯氏石韦（学名：Pyrrosia fengiana）为水龙骨科石韦属下的一个种。

## 扩展阅读
- 維基物種上的相關：冯氏石韦